# Anne Brontë
Anne Brontë (Thornton, 17 januari 1820 – Scarborough, 28 mei 1849) was een Brits schrijfster, de jongste van drie beroemde gezusters Brontë, die romans schreven over het Victoriaanse, betere milieu waarin zij leefden.
Ze werd geboren in een dorp in Thornton, Yorkshire, in Engeland en overleed in de kustplaats Scarborough, net als Emily aan tuberculose. Van Charlotte Brontë wordt beweerd dat ook zij aan tuberculose overleed, maar vermoedelijk ging het hier om zwangerschapscomplicaties. Scarborough was ook de setting van haar twee boeken. Ze ligt begraven op de St. Mary's Churchyard aldaar.
Annes poëzie werd samen met die van haar twee zusters, Charlotte en Emily, uitgebracht in 1845 onder het pseudoniem Acton Bell.

## Werken
- Agnes Grey (1847)
- De huurster van Wildfell Hall, oorspronkelijke titel The Tenant of Wildfell Hall (1848)

- Bibsys: 90066081
- Biblioteca Nacional de Chile: 000414884
- Biblioteca Nacional de España: XX877213
- Bibliothèque nationale de France: cb11894144d (data)
- Catàleg d'autoritats de noms i títols de Catalunya: 981058521352606706
- Digitale Bibliotheek voor de Nederlandse Letteren: bron077
- Gemeinsame Normdatei: 118637991
- International Standard Name Identifier: 0000 0001 2121 3791
- Library of Congress Control Number: n79034991
- Nationale Bibliotheek van Letland: 000025774
- MusicBrainz: edff8398-05fe-4ee1-82d2-94aaf0dcab3c
- Bibliotheek van het Japanse parlement: 00463822
- Nationale Bibliotheek van Tsjechië: jn19990201019
- Nationale bibliotheek van Australië: 35022402
- Nationale Bibliotheek van Israël: 987007259130305171
- Nationale Bibliotheek van Polen: a0000001213326
- Nederlandse Thesaurus van Auteursnamen: 070351333
- Réseau des bibliothèques de Suisse occidentale: 02-A000023185
- RKD-Nederlands Instituut voor Kunstgeschiedenis: 12956
- Istituto Centrale per il Catalogo Unico: RAVV031196
- LIBRIS: 179325
- SNAC: w6bd4nf8
- Système universitaire de documentation: 026754495
- Trove: 796462
- Virtual International Authority File: 14766877
- WorldCat: E39PBJmtDxvYdDRBtcyqYJwV4q